# 에어링크 (남아프리카공화국)
에어링크(영어: Airlink)는 남아프리카공화국의 지역 항공사로 총 27개 노선을 취항하고 있다. 본사는 남아프리카공화국 요하네스버그에 위치해 있으며 1995년에 설립했다. 또한 사용하고 있는 허브 공항으로 OR 탐보 국제공항, 킹 샤카 국제공항, 케이프타운 국제공항이 있다.

## 보유 기종
- 2012년 4월 기준으로 에어링크는 다음과 같은 기종을 보유하고 있으며 현재 보유하고 있다.[1]:

## 사진

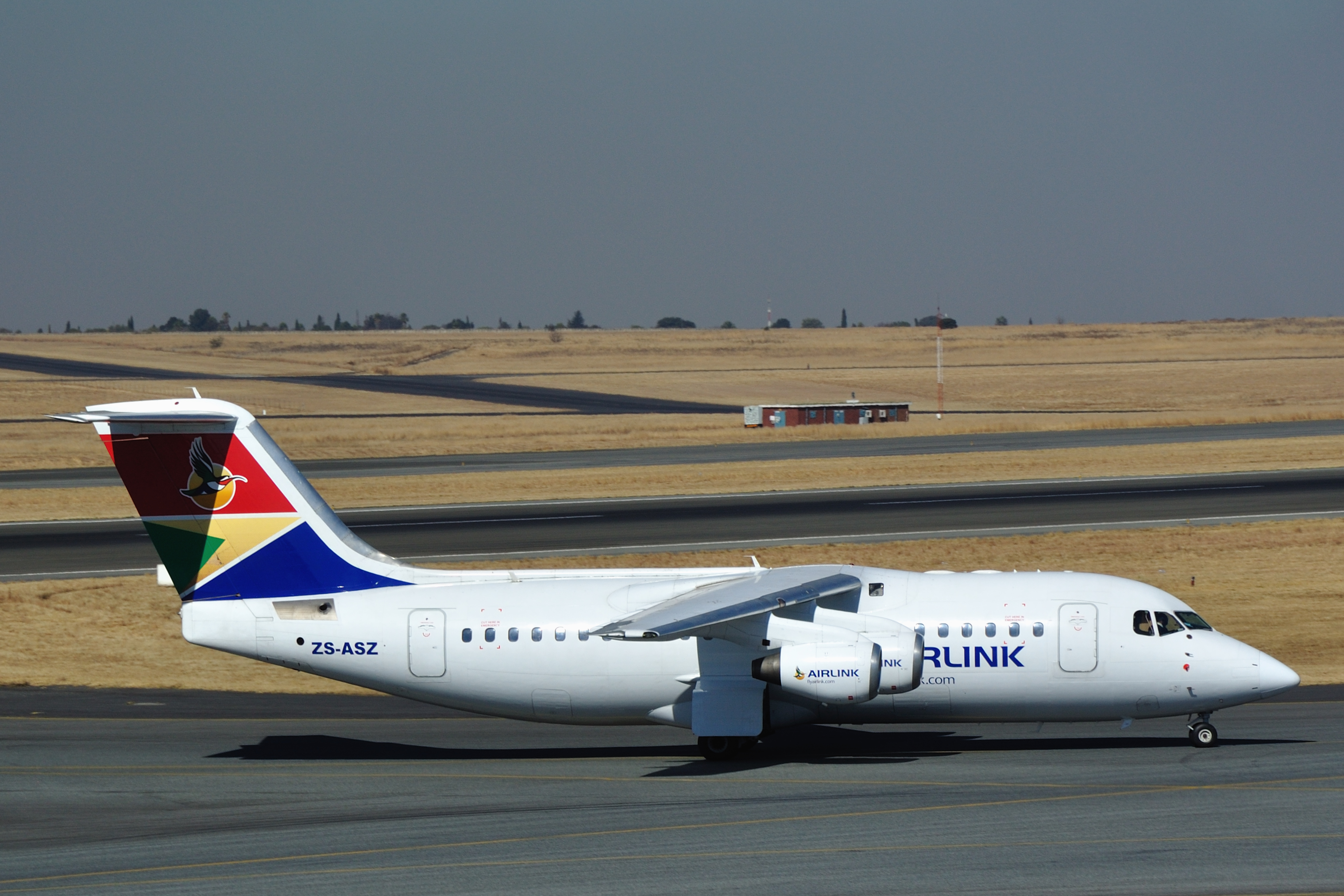
에어링크의 아브로 RJ85
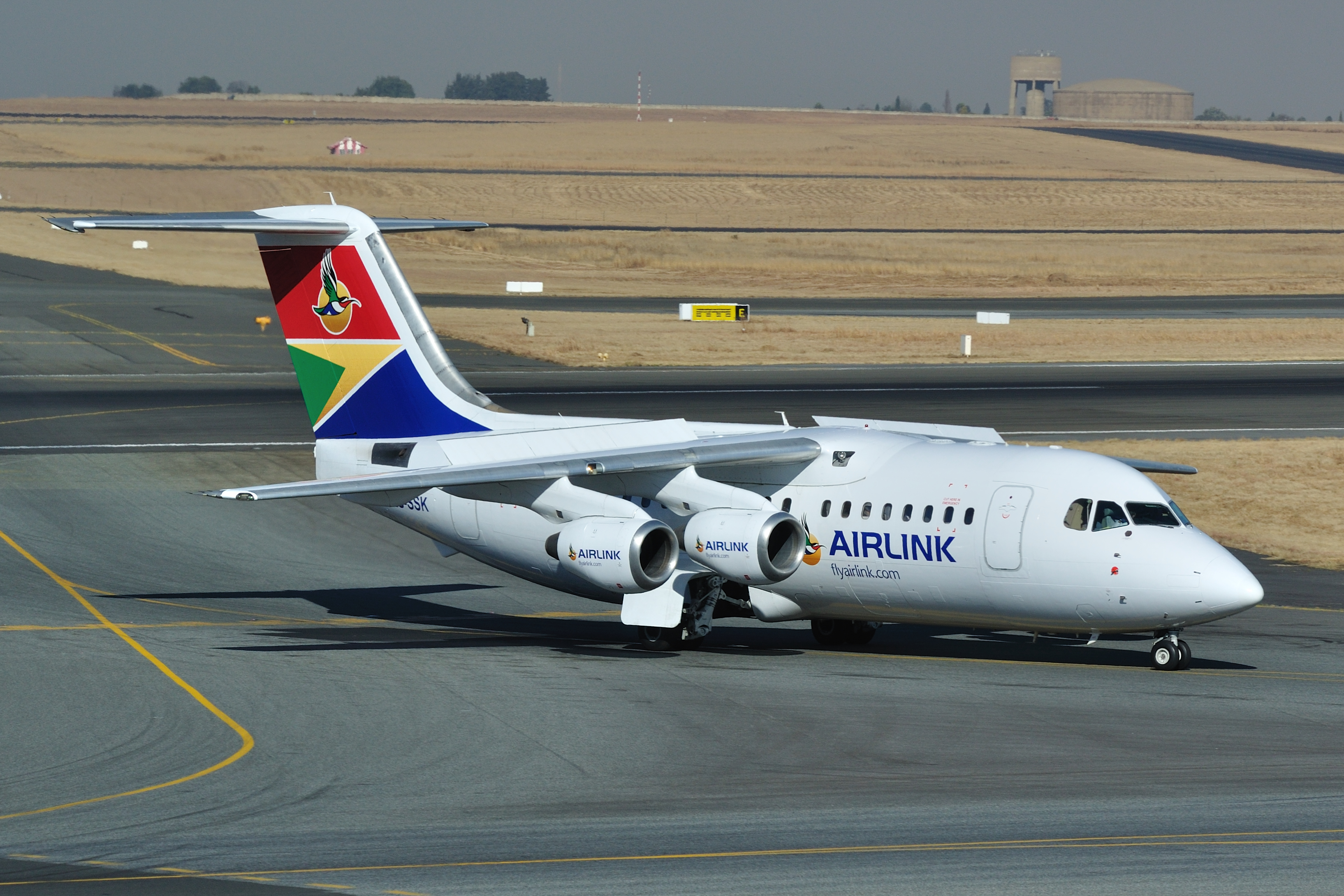
에어링크의 아브로 RJ85
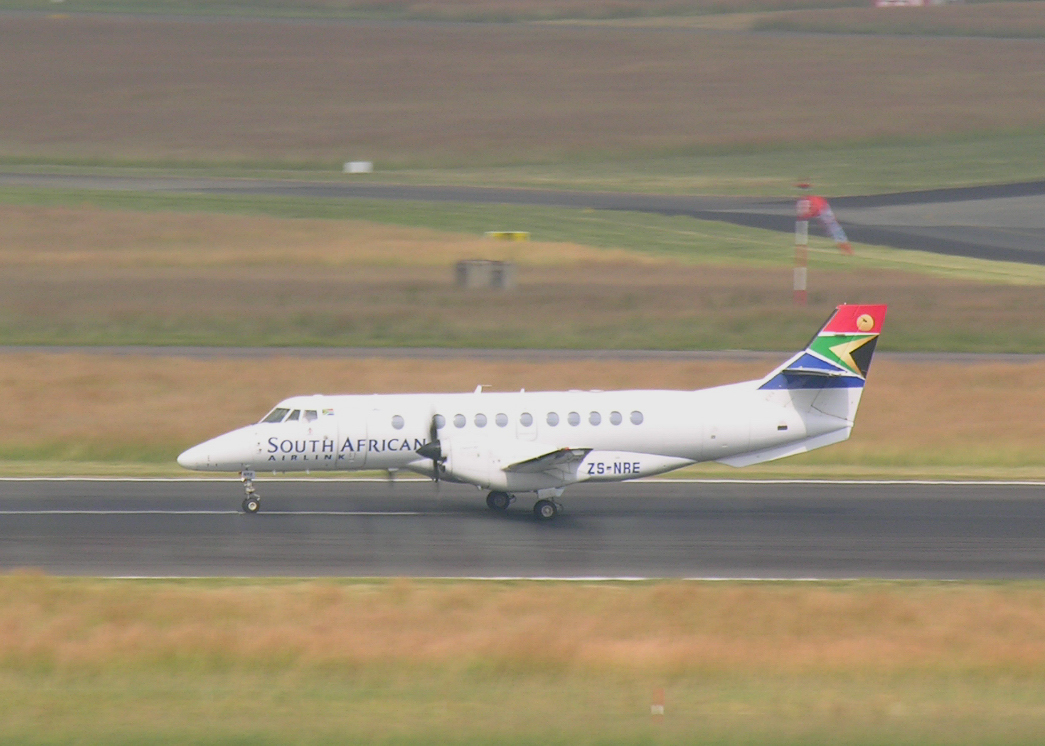
에어링크의 BAE 제트스트림 41
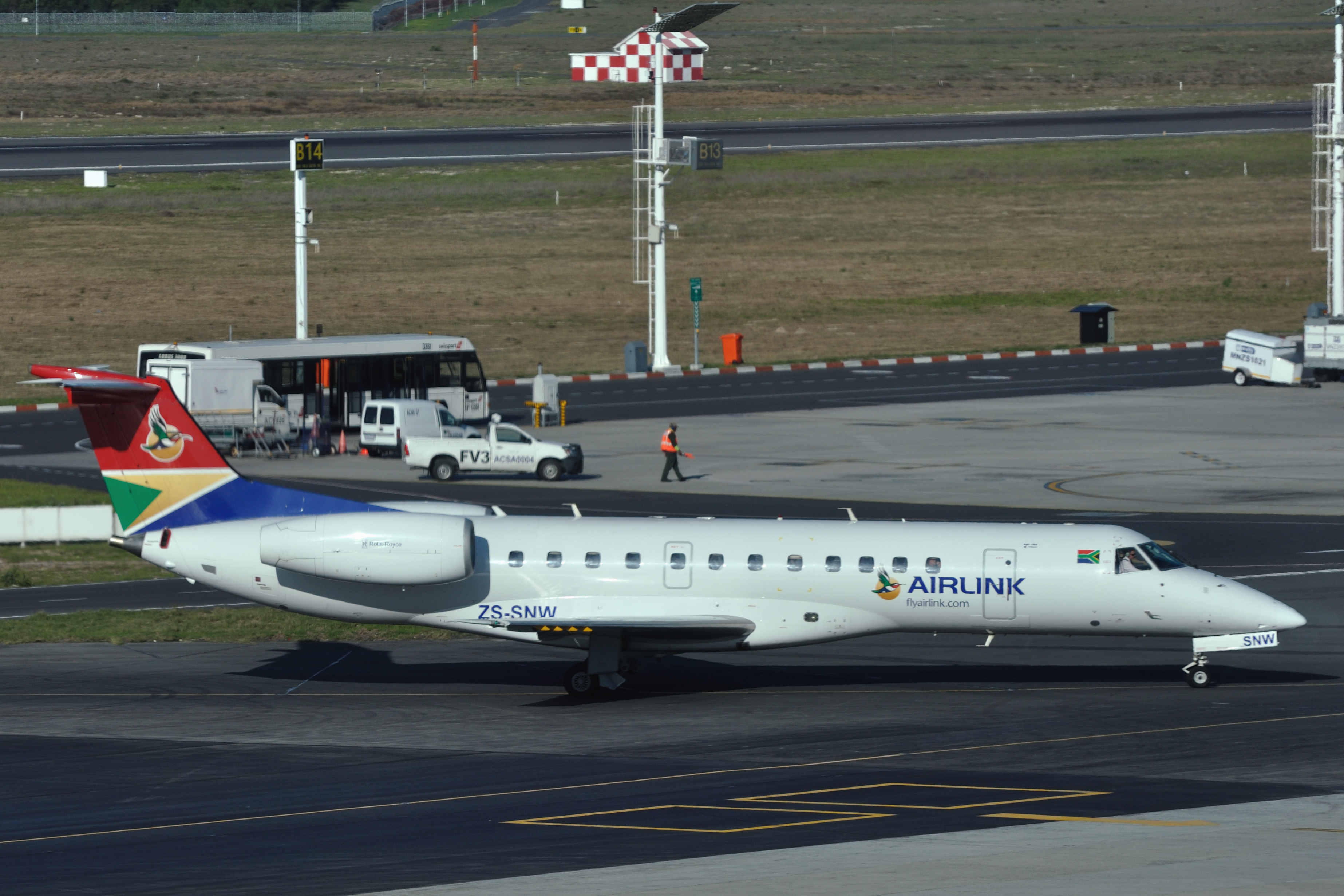
에어링크의 ERJ-135LR
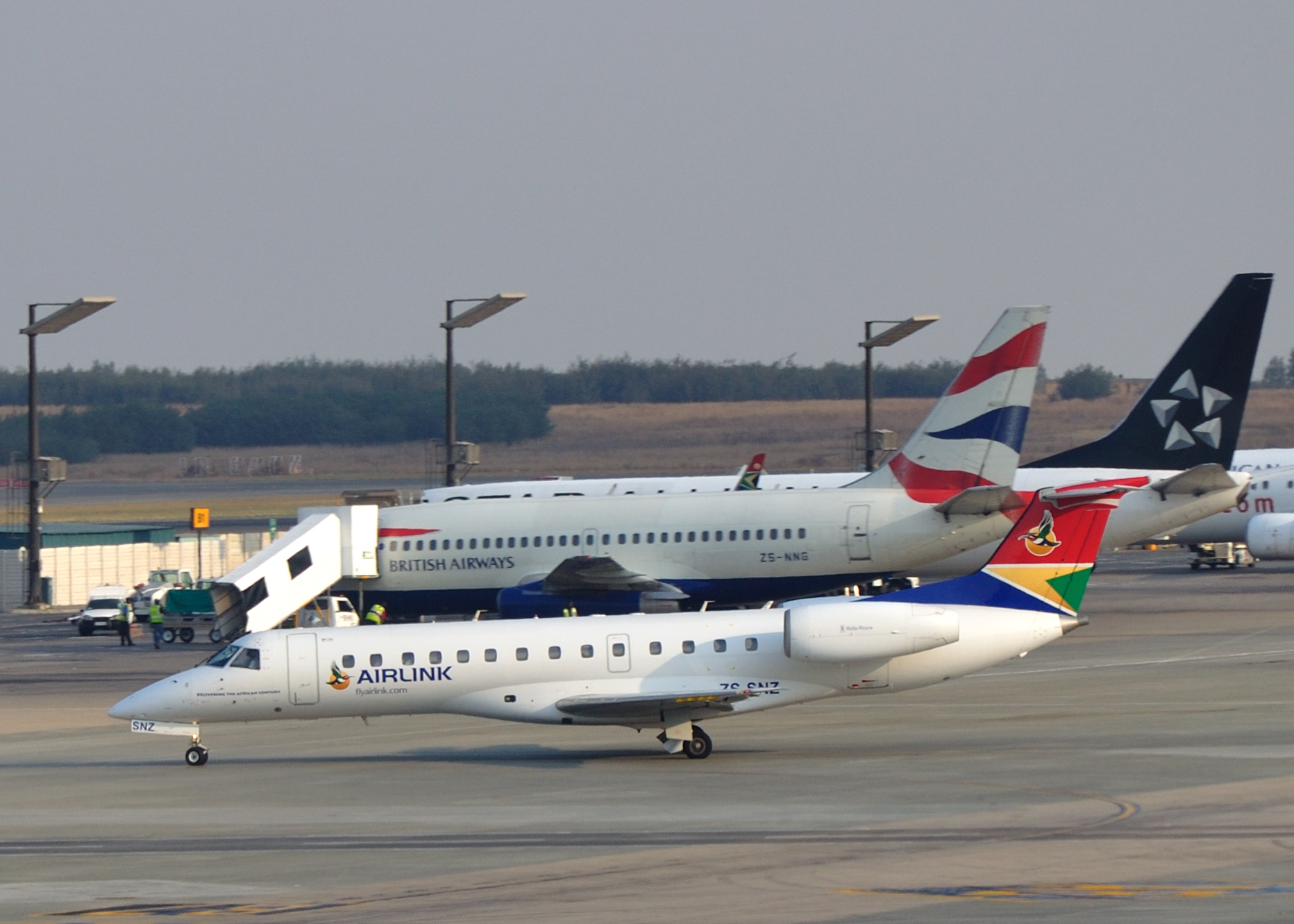
에어링크의 ERJ-135LR